# شهرستان جورج (میسیسیپی)
شهرستان جورج، میسیسیپی (به انگلیسی: George County, Mississippi) یک سکونتگاه مسکونی در ایالات متحده آمریکا است که در ایالت میسیسیپی واقع شده‌است.